# Braurone

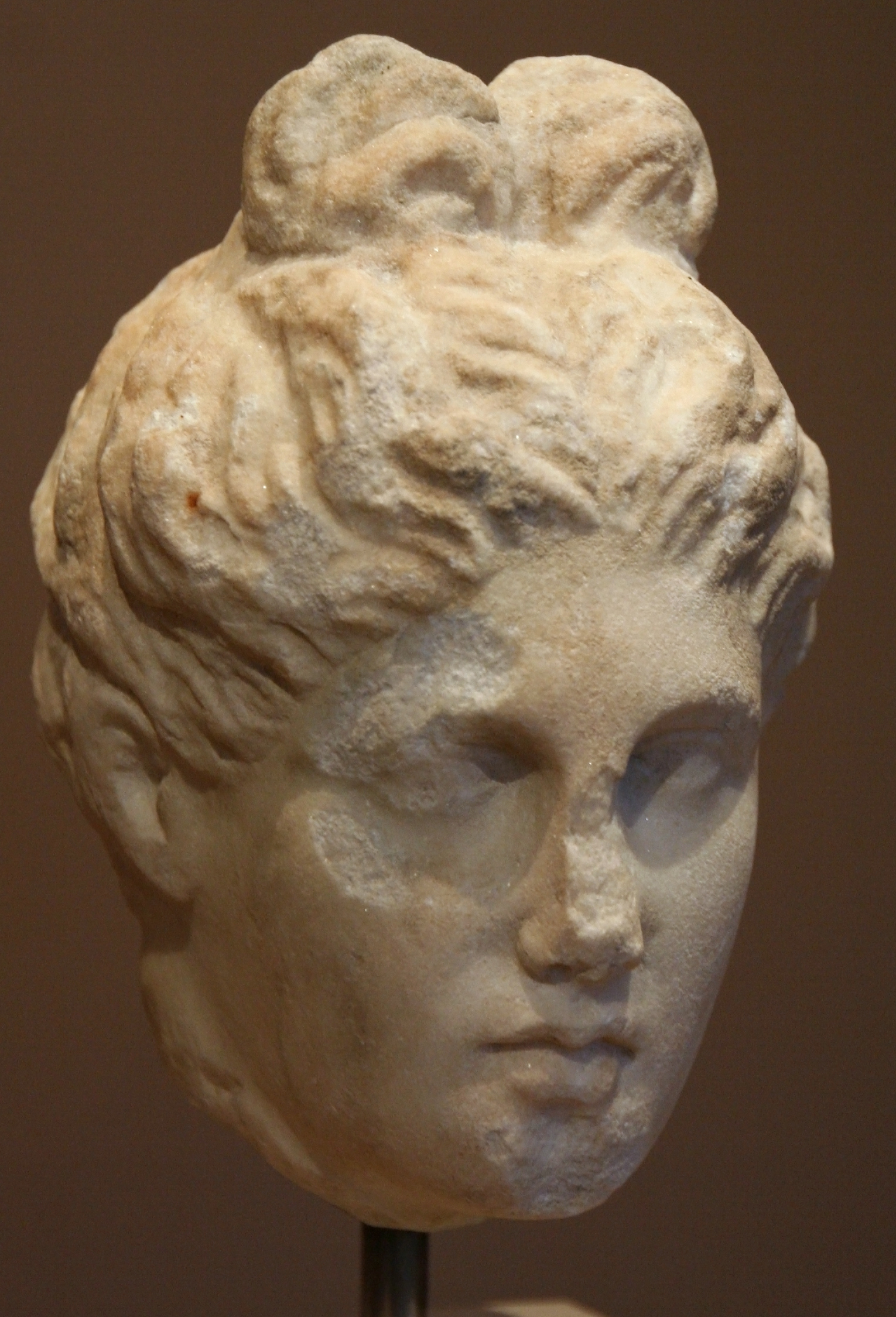
Testa di Artemide 350-300 a.C. (museo archeologico di Braurone)

Braurone (in greco antico: Βραυρών?, Braurón, in greco Βραυρώνα?) era una località della costa orientale dell'Attica, tra Stiria ed Ale Arafenide, che ospitava un importante santuario di Artemide, in onore della quale si teneva ogni anno una festa.
Il santuario era composto da un tempietto di Artemide, un ponte unico in pietra, santuari rupestri, una fonte sacra e una stoà a forma di pi greco (Π) con stanze per i banchetti rituali.

## Mito
Secondo Euripide, la dea Atena rivelò che il luogo in cui Ifigenia sarebbe tornata dalla Tauride insieme ad Oreste, portando un'immagine sacra di Artemide, era Braurone e che lì sarebbe stata consacrata sacerdotessa di Artemide, vi sarebbe morta e vi sarebbe stata sepolta.
Il poeta collega il santuario di Artemide Tauropolo ad Ale Arafenide, 6,1 km a nord, e il santuario di Braurone.

## Storia
La località ha origini antiche: una collina sita a 220 m a sud-est dell'attuale sito archeologico, alta circa 24 m, fu abitata durante il Neolitico sin da prima del 2000 a.C. e fiorì durante l'Elladico medio e l'epoca micenea tra il 2000 a.C. e il 1600 a.C. come un sito fortificato, ovvero un'acropoli. L'insediamento fu abbandonato nel tardo Elladico III e l'acropoli non fu più significativamente occupata. Non si hanno molte notizie sul periodo tra il tardo Elladico III e l'VIII secolo a.C.: Strabone, citando Filocoro, afferma che Braurone era una delle dodici città fondate in Attica dal mitico re di Atene Cecrope, e che in seguito Teseo aveva unito nella città di Atene.
Le attività di culto di Artemide sono note a partire dall'VIII secolo a.C. in base alle iscrizioni rinvenute nella fonte sacra. Nel VI secolo a.C. fu costruito un tempio, distrutto dai Persiani nel 480 a.C., che portarono la statua cultuale a Susa. Il tempio fu ricostruito nel 420 a.C. con l'aggiunta della stoà a forma di pi greco (Π) e il ponte di pietra. Probabilmente questa attività edificativa fu intrapresa a seguito della peste di Atene nel 430 a.C.: Artemide, infatti, era connessa alla peste e alla guarigione, così come il fratello Apollo. Nel VI secolo, probabilmente, la zona fu abitata dal tiranno Pisistrato, e forse per questo motivo non divenne un demo a sé stante con la riforma di Clistene.
Il sito fu utilizzato fino al III secolo a.C., quando le tensioni tra Atene e i Macedoni causarono il suo abbandono, probabilmente dopo che fu danneggiato da un'inondazione. 
Nel II secolo Pausania afferma che Ifigenia, fuggita dalla Tauride portando con sé un'antica immagine di legno di Artemide (lo "xoanon"), sbarcò a Braurone dove lasciò l'oggetto sacro per poi andare ad Atene e quindi ad Argo.
Il sito fu preservato dai depositi trasportati dal fiume Erasino. Una basilica cristiana, che probabilmente rimase in uso fino al VII secolo, fu eretta nel VI secolo sul versante vicino della valle con materiale recuperato dal santuario.
Per secoli non ci furono significative attività archeologiche. Immediatamente adiacente alla piattaforma del tempio a sud-ovest, forse sui resti di un piccolo santuario, nel XV secolo fu eretta una piccola chiesa dedicata ad San Giorgio.

## Culto

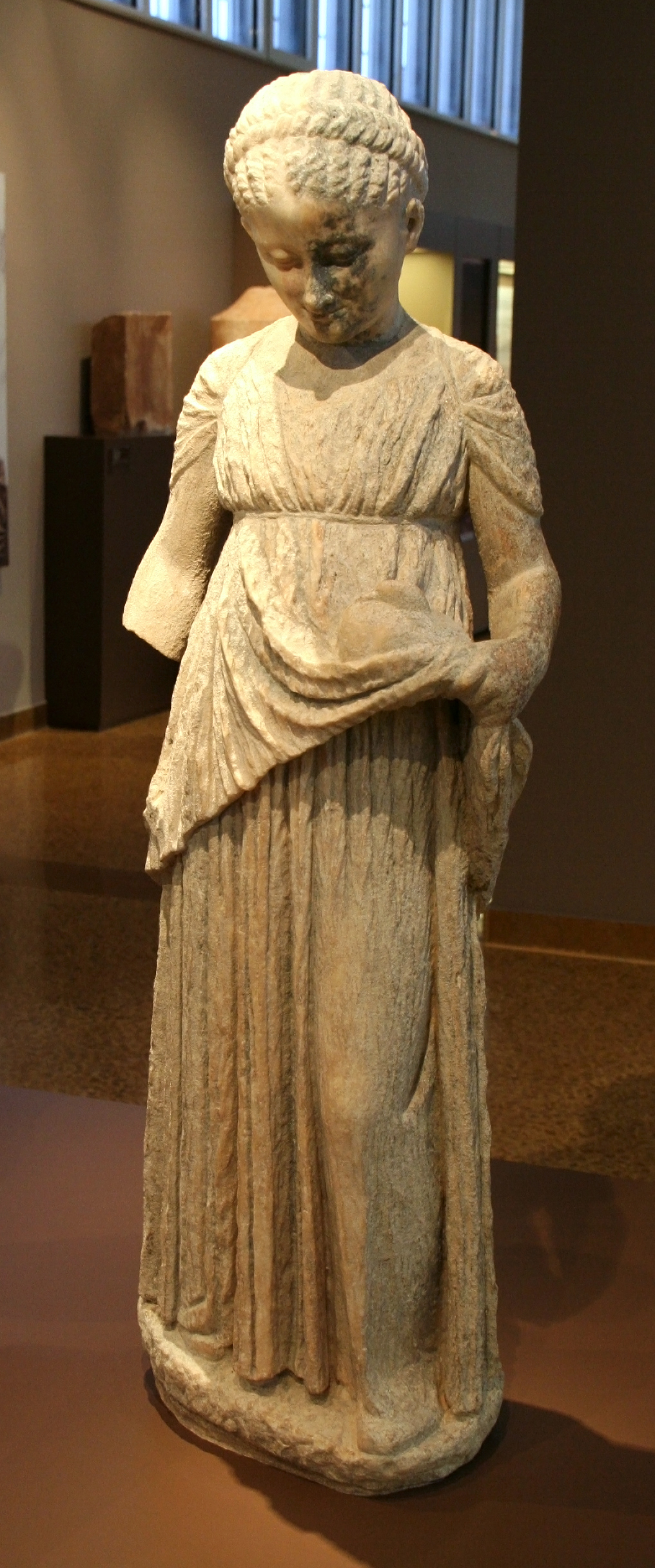
Statuetta votiva di marmo (museo archeologico di Braurone)

Il culto di Artemide Brauronia era praticato anche ad Atene dove sorgeva il Brauroneion, ovvero il santuario di Artemide Brauronia, dal quale ogni quattro anni partiva una processione durante la festività detta Arkteia che percorreva i 24,5 km di distanza col santuario. A Braurone le giovani fanciulle ateniesi, prossime all'età da marito, formavano gruppi consacrati ad Artemide noti come arktoi ("orse", vedi il mito di Callisto) e trascorrevano il tempo in danze sacre, indossando vesti color zafferano, correndo gare di velocità e offrendo sacrifici. Secondo Aristofane alcune di loro imitavano a gesti un'orsa. I dipinti sui vasi mostrano che la nudità cultuale era un elemento per la preparazione alla maternità. Nella fonte sacra sono stati rinvenuti molti giocattoli infantili, dedicati da giovani fanciulle nubili ad Artemide alla vigilia del matrimonio (come racconta un epigramma nell'Antologia Palatina).
Poteva esserci un'adorazione congiunta con Ifigenia sul luogo della "grotta". La dea Artemide (associata ad Ilizia) era invocata dalle donne per non avere problemi durante il parto e per la salute del neonato. Le vesti delle donne morte durante il parto erano dedicate ad Ifigenia.

## Insediamento moderno
Al posto dell'antica città sorge oggi Vravrona, frazione di Markopoulo Mesogaias, situato quasi ad 1 km a sud-est dal sito archeologico. La popolazione nel 1991 era di 90 abitanti. L'insediamento di Vravrona si trova 200 m a nord-ovest ed è collegato con una strada a Markopoulo e Artemida (Loutsa). Il villaggio non si è sviluppato per via del golfo adiacente, roccioso e non adatto al nuoto. L'area, bagnata dal torrente Eurinos, una volta era famosa per la produzione di pomodori e fichi. La varietà locale di pomodoro batala è considerata la migliore in Grecia: è dolce, molto profumata, molto grande e polposa e molto pesante. Poiché in pochi giorni collassa sul proprio peso, questa varietà è venduta entro pochi giorni dai contadini locali sul lato della strada. Oggi i pomodori batala si trovano solo nei giardini. I fichi di Vravrona, o "reali", sono molto grandi, dolci, con una buccia sottile anche quando colti in piena maturazione. Sono praticamente impossibili da immagazzinare e quindi, non essendo commerciabili, vengono coltivati negli orti casalinghi.

### Sito archeologico

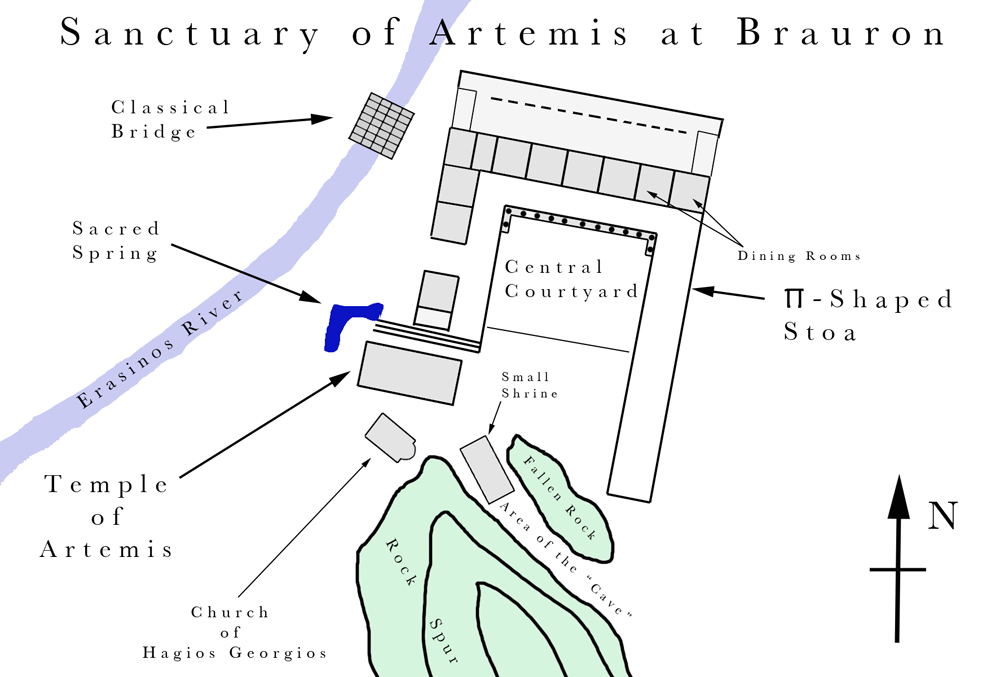
La piantina del santuario di Brauron

Nel 1945 Ioannes Papadimitriou iniziò gli scavi sul sito, continuati dal professor Ch. Bouras negli anni 1950 fino al 1962. Tra i monumenti del V secolo a.C. si contano: la stoa a forma di pi greco (Π), intorno al cortile interno, che si apre verso il tempio di Artemide; il tempietto (forse un heroon di Ifigenia); il ponte di pietra sopra il fiume Erasino. Le iscrizioni restaurate degli edifici indicano molti più edifici di quanti ne siano stati rinvenuti, inclusa una palestra e un ginnasio.

### La torre di Vravrona

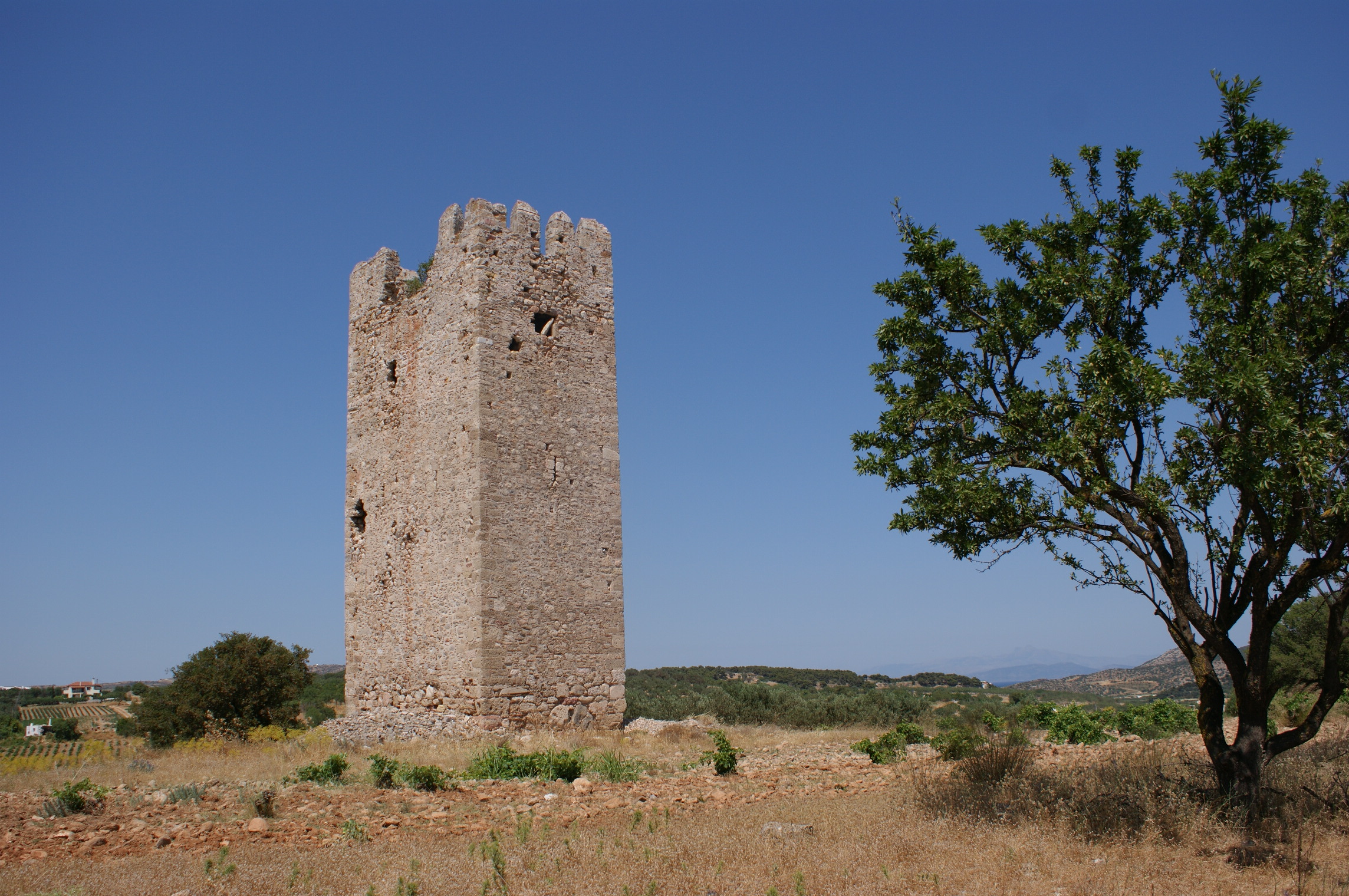
La torre di Vravrona

Secondo la tradizione la torre, insieme a quella vicina di Liada, fu eretta tra il 1394 e il 1405 durante la dominazione veneziana, anche se delle ricerche archeologiche suggeriscono come periodo di costruzione l'epoca del ducato di Atene (1204-1311), in cui la zona fu governata dai De La Roche.
Il suo scopo era quello di recepire messaggi inviati con il fumo di giorno e con il fuoco di notte da altre torri e inviarli ad altri edifici simili; questo metodo era piuttosto veloce per l'epoca e si ritiene che le informazioni potessero giungere in un'ora dall'Asia all'Europa.

### Museo Archeologico
Il Museo Archeologico si trova a cinque minuti di macchina dal sito archeologico. Nel 2009 è stato rinnovato e le esposizioni sono state risistemate. L'orario di apertura è dalle 8:30 alle 15:00.